# Movimiento de los Trabajadores Socialistas
El Movimiento de los Trabajadores Socialistas (MTS) es una agrupación política mexicana de izquierda. Fue formada en 2014 por la antigua Liga de Trabajadores por el Socialismo - Contracorriente para obtener su registro en el Instituto Nacional Electoral.

## Historia

### Como LTS
Sus orígenes se remontan a 1988 cuando un sector del POS (en aquel momento llamado Partido de los Trabajadores Zapatistas) fue expulsado en enero de ese año. El grupo expulsado se constituyó como "Fracción Trotskista Revolucionaria", llamándose posteriormente Liga de Trabajadores por el Socialismo.
La LTS se pronunció en 1994 por la salida del ejército de Chiapas y definió que, tras el surgimiento del zapatismo, se abría una situación prerrevolucionaria con la entrada en escena del campesinado y los indígenas en Chiapas. Hizo una crítica de la estrategia del EZLN durante las negociaciones con el gobierno, diciendo que los diálogos de paz y los acuerdos de San Andrés firmados entre el PRI y el EZLN en 1995 eran un desvío del descontento obrero y campesino e impedían la extensión de la lucha por la tierra y la unidad de las demandas de todo el pueblo en un solo movimiento revolucionario contra el gobierno. Llamó a la izquierda y los trabajadores y campesinos mexicanos a mantener una lucha independiente contra el TLC y la caída revolucionaria del gobierno.
En el año 1997 surge Contracorriente, una organización estudiantil integrada por estudiantes de la LTS y estudiantes independientes, con una plataforma de lucha por una universidad al servicio de los trabajadores y del pueblo. A partir de esta fecha inicia su activismo universitario y fue en el año 2000 cuando tuvo una participación destacada en el movimiento estudiantil de 1999-2000, siendo impulsores de la huelga de la UNAM contra el alza de cuotas. Así Contracorriente se sumó al Consejo General de Huelga (CGH), junto con miles de estudiantes y en varias ocasiones tuvo delegados con voto representativo dentro del mismo. Logrando una influencia en escuelas, como Derecho, Filosofía, Acatlán y Trabajo Social. Al término de la huelga de la UNAM, la LTS se multiplicó por la fusión de la antigua LTS y el grupo Contracorriente.
En el año 2000 denunció la transición pactada como una trampa, donde PRI, PAN y PRD buscaban mantener la estabilidad del régimen, con un cambio electoral, pero manteniendo los rasgos de las últimas décadas y sus planes económicos de hambre y miseria. Desde el año 2005 impulsan en el Estado de México, en Ecatepec, un proyecto Juventud Trabajadora Barricada de Ecatepec, con jóvenes trabajadores que mantienen una casa de cultura y son solidarios con las luchas de los trabajadores de la zona. Tuvo participación durante la lucha de Oaxaca en el 2006, organizando la solidaridad con la APPO y en la lucha contra el fraude electoral.
Realiza desde el año 2004 la Cátedra Libre Karl Marx con temarios en rescate e interpretación desde el marxismo en las aulas universitarias. Con la lucha del Sindicato Mexicano de Electricistas contra la desaparición de Luz y Fuerza del Centro, los trabajadores del grupo impulsaron la formación de una Corriente de trabajadores clasista, que formó comités de solidaridad con esta lucha y junto con Barricada realizaron un concierto en solidaridad con el SME, en Ecatepec, con la asistencia de mil personas.
En 2010, la LTS formó la casa editorial Armas de la crítica, cuya primera publicación fue el libro Pan y rosas: pertenencia de género y antagonismo de clase en el capitalismo, de Andrea D'Atri; posteriormente salió México en llamas, analizando la poco conocida ala anticapitalista de la revolución mexicana. En 2012, participaron activamente en el movimiento YoSoy132 con una perspectiva anticapitalista y de independencia de clase, lo cual generó antipatía hacia ellos en algunos sectores moderados del movimiento. Al calor de este proceso, se decidió disolver Contracorriente e impulsar la Juventud Anticapitalista, Socialista y Revolucionaria con jóvenes independientes e integrantes del ala izquierda del 132.
A fines de 2013, la LTS impulsó una campaña para obtener la legalidad política como Agrupación Política Nacional. En mayo de 2014, el INE le otorgó la legalidad; hasta ese año, la LTS editaba el periódico Estrategia Obrera, pero tras su primer congreso (celebrado en 2014 después de obtener la legalidad política) decidió impulsar el Tribuna Socialista de forma quincenal y la LTS pasó a llamarse MTS.

### Como MTS

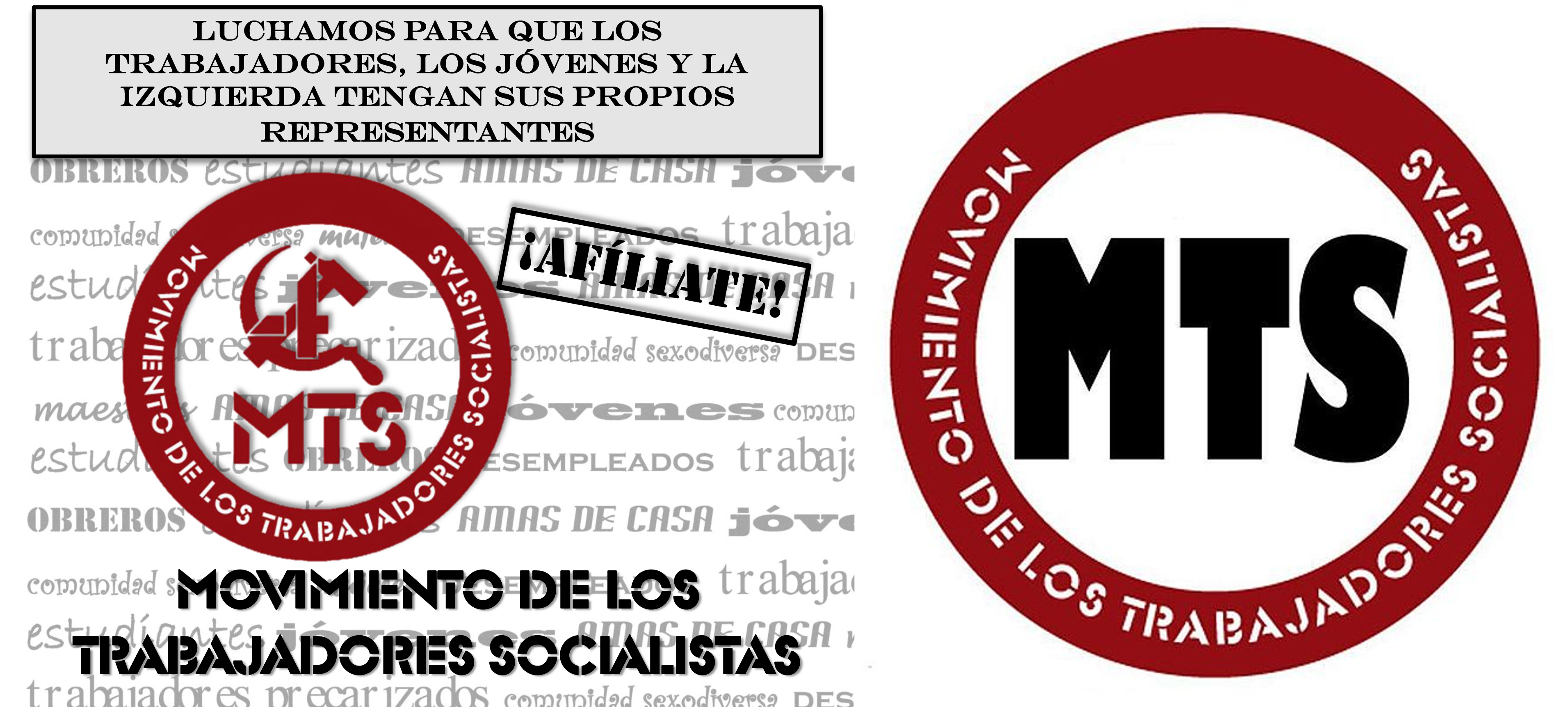
Logo original del MTS utilizado durante su proceso de legalización.

En 2014 fueron partícipes del movimiento resultante de la Masacre de Iguala, denunciando la complicidad de los tres niveles de gobierno en la desaparición de los normalistas. También han estado presentes en la lucha por la independencia política de los sindicatos, como el Sindicato Nacional de Trabajadores de la Caja de Ahorro de los Telefonistas (SNTCAT) y el Sindicato de Trabajadores Unidos de Honda México (STUHM). A partir de 2015 han impulsado el proyecto de La Izquierda Diario como parte de una red internacional de periódicos digitales. En 2016, después de la Reforma Política del Distrito Federal, el MTS decidió participar en la elección de la Asamblea Constituyente de la Ciudad de México por medio de una candidatura independiente lanzada como la fórmula 5 Anticapitalista y encabezada por los profesores Sergio Moissen y Sulem Estrada, misma que obtuvo cerca de 11 mil votos (6% de quienes votaron por candidatos independientes), siendo la primera candidatura socialista en el país tras décadas de proscripción a la izquierda anticapitalista. En 2018, contendieron a las elecciones nuevamente bajo la fórmula Anticapitalistas al Congreso de la Ciudad de México para el distrito 32 de Coyoacán, obteniendo 2863 votos.
El MTS está por la reconstrucción de la IV Internacional de León Trotski, fundada en 1938; actualmente posee influencia en la UNAM y otras universidades de México, impulsa la agrupación de mujeres Pan y Rosas, con mujeres independientes, organización que también existe en otros países de América Latina; durante el terremoto en Haití impulsaron una campaña internacional por la salida de las tropas de la ONU y la MINUSTAH en ese país, tuvieron una participación en el Encuentro Nacional de Mujeres en Zacatecas y más recientemente impulsan una campaña contra el feminicidio y por el aborto legal en México.

## Resultados Electorales
|  | 0.51 % |

|  | 1.85 % |

## A nivel Internacional
El MTS a nivel internacional es parte de la Fracción Trotskista - Cuarta Internacional, desde la fundación de la misma junto al Partido de los Trabajadores Socialistas de Argentina y la Liga Obrera Revolucionaria de Bolivia; el Movimiento Revolucionario de Trabajadores de Brasil, la Liga de Trabajadores por el Socialismo de Venezuela, el Partido de Trabajadores Revolucionarios, la Organización Internacionalista Revolucionaria de Alemania, la Corriente Comunista Revolucionaria dentro del Nuevo Partido Anticapitalista de Francia, la Corriente de Trabajadores por el Socialismo de Uruguay y la Corriente Revolucionaria de Trabajadores y Trabajadoras en el Estado español.